# Ebersbach an der Fils
Ebersbach an der Fils je město v okrese Göppingen v Bádensku-Württembersku na jihu Německa.

## Historie
První zmínka o Ebersbachu an der Fils pochází z roku 1170. V roce 1299 se stal majetkem württemberského hrabství, které již vlastnilo majetek v okolí. Po celý středověk patřil Ebersbach pod jurisdikci města Göppingen. Za Württemberského království byl okres Göppingen reorganizován na Oberamt Göppingen, který se v roce 1938 stal Landkreis Göppingen, jeho současnou podobou. Po druhé světové válce se Ebersbach značně rozvinul a nejprve se rozšířil na západ od města. V 80. letech 20. století se město rozšířilo na východ, severovýchod a poté na západ. Ebersbach se politicky rozrostl v 70. letech 20. století, kdy byly v roce 1972 připojeny obce Roßwälden a v roce 1975 Bünzwangen a Weiler ob der Fils.

### Bünzwangen

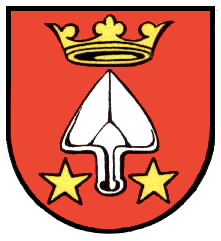

V roce 1568 se Bünzwangen stal majetkem Württemberského vévodství a od té doby byl přiřazen k okresu Göppingen.

### Roßwälden

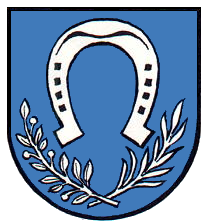

Během protestantské reformace se Roßwälden stával stále závislejším na Württembersku, protože ovládal stále více majetku v okolí, až byl připojen k vévodství. Roßwälden byl až do roku 1938, kdy byl znovu přiřazen k okresu Göppingen, přiřazen k okresu Kirchheim unter Teck.

### Weiler ob der Fils

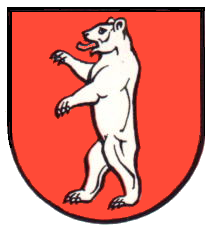

Weiler byl až do roku 1905 městskou částí Roßwäldenu, a proto byl až do roku 1938, kdy byl také přiřazen k okresu Göppingen, přidělen k Oberamtu Kirchheim.

## Zeměpis

Město Ebersbach an der Fils leží na západním okraji okresu Göppingen, na hranici s okresem Esslingen am Neckar. Ebersbach se nachází mezi Schurwaldským a Welzheimským lesem na severu a podhůřím centrální Švábské Alby na jihu, na řece Fils. Fils protéká obcí od východu na západ. Nadmořská výška na území obce se pohybuje od 482 m n. m. Normalnull po 264 m n. m.

## Politika
Ebersbach an der Fils má čtyři městské části (Ortsteile): Ebersbach an der Fils, Bünzwangen, Roßwälden a Weiler ob der Fils. Na území obce se nachází také šest vesnic: Birkenhöfe, Büchenbronn, Erlenhof, Krapfenreut, Lindenhof a Sulpach. Je zde jedna opuštěná vesnice, Stainboß.
Od roku 1975 je Ebersbach ve vzájemně prospěšném svazku obcí se sousední obcí Schlierbach.

### Erb
Ve znaku Ebersbachu je na červeném poli žlutý kanec stojící na zeleném podkladě a obrácený doleva. Kanec je motivem Ebersbachu od roku 1489, i když jeho podoba se od té doby měnila. Městský znak, který zobrazuje stojícího kance, byl odvozen z obrazu z roku 1535; jiné, jako například kámen na farním kostele, zobrazují kance kráčejícího nebo skákajícího.

## Doprava
Ebersbach je napojen na německou silniční síť silnicí Bundesstraße 10 a na železnici údolní železnicí Fils. Místní veřejnou dopravu zajišťuje Filsland Mobilitätsverbund.